# Progres Beograd
Progres Beograd (code BELEX : PRGS) est une entreprise serbe qui a son siège social à Belgrade, la capitale de la Serbie. Elle travaille principalement dans le domaine du commerce. Elle entre dans la composition du BELEXline, l'un des indices principaux de la Bourse de Belgrade.

## Histoire

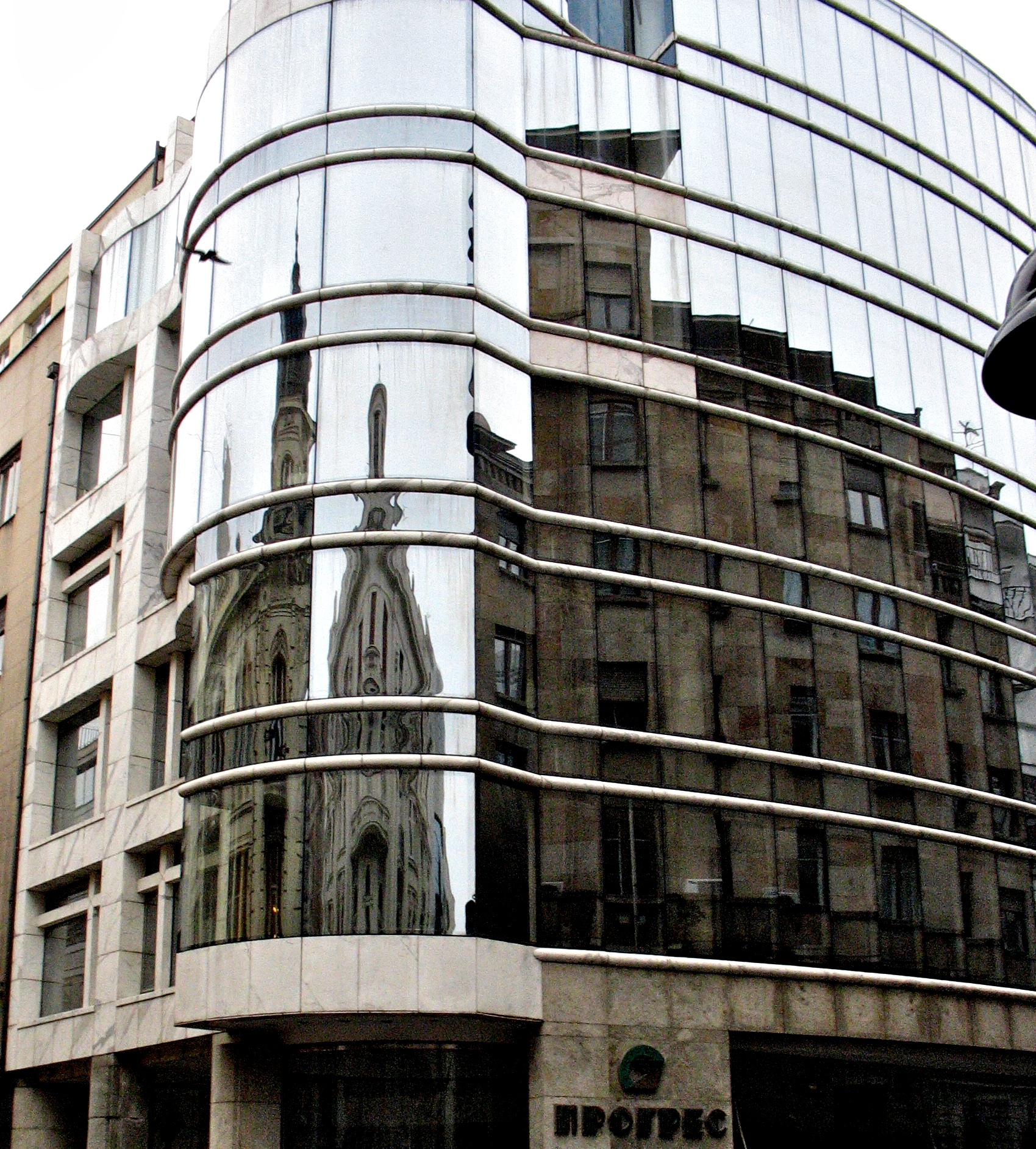
Le siège social de Progres Beograd

Progres Beograd a été admise au libre marché de la Bourse de Belgrade le 22 août 2005.

## Activités
Progres Beograd offre des services dans les domaines du commerce et des investissements ; elle dispose d'une succursale en Russie.

## Données boursières
Le 19 juin 2013, l'action de Progres Beograd valait 19 RSD (0,16 EUR). Elle a connu son cours le plus élevé, soit 755 RSD (6,60 EUR), le 23 janvier 2007 et son cours le plus bas, soit 16 RSD (0,13 EUR), le 25 octobre 2012.
Le capital de Progres Beograd est détenu à hauteur de 59,95 % par des entités juridiques, dont 31,70% par l'Akcionarski fond Beograd, et à hauteur de 38,09 % par des personnes physiques.